# Madeline Manning
Madeline Manning-Mims (Cleveland, 11 gennaio 1948) è un'ex mezzofondista e velocista statunitense, specializzata negli 800 metri piani, disciplina di cui è stata campionessa olimpica ai Giochi di Città del Messico 1968.

## Palmarès
| Anno | Manifestazione      | Sede              | Evento      | Risultato  | Prestazione | Note            |
| ---- | ------------------- | ----------------- | ----------- | ---------- | ----------- | --------------- |
| 1967 | Giochi panamericani | Winnipeg          | 800 m piani | Oro        | 2'02"35     |                 |
| 1967 | Universiadi         | Tokyo             | 800 m piani | Oro        | 2'06"8      |                 |
| 1968 | Giochi olimpici     | Città del Messico | 800 m piani | Oro        | 2'00"9      | Record olimpico |
| 1972 | Giochi olimpici     | Monaco            | 800 m piani | Semifinale | 2'02"39     |                 |
| 1972 | Giochi olimpici     | Monaco            | 4×400 m     | Argento    | 3'25"15     |                 |
| 1976 | Giochi olimpici     | Montréal          | 800 m piani | Semifinale | 2'07"25     |                 |